# Johannes Haag (Unternehmer)

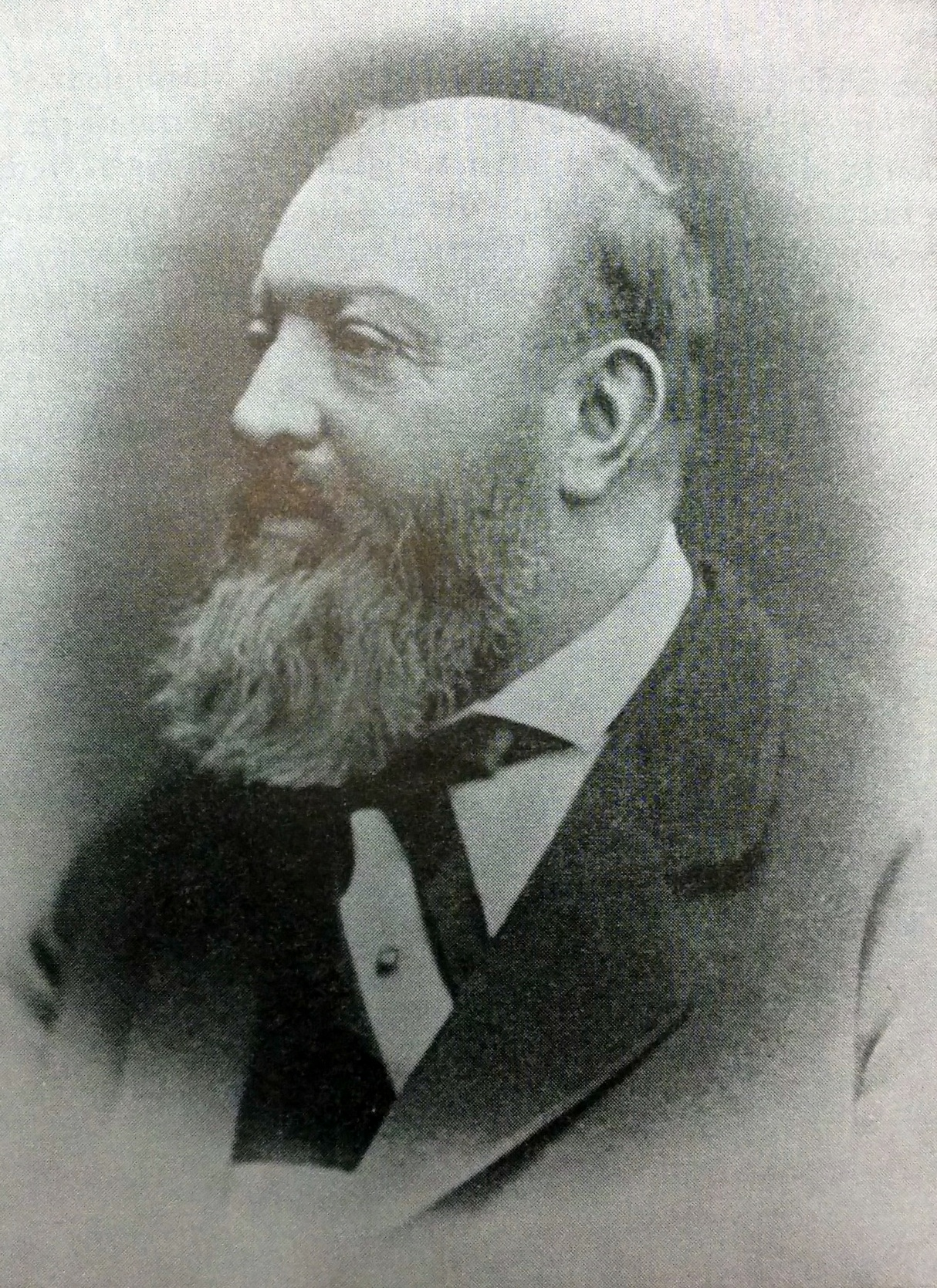
Johannes Haag

Johannes Haag (* 19. Juni 1819 in Kaufbeuren; † 29. Mai 1887 in Augsburg) war ein deutscher Ingenieur und Unternehmer.

## Leben
Johannes Haag wurde als ältester Sohn des Kaufbeurer Zimmermeisters Andreas Haag im heutigen Haus Ludwigstraße 42 (damals Hintere Gasse) geboren. Die Familie Haag ist schon ab dem 16. Jahrhundert in Kaufbeuren nachweisbar und taucht im ganzen 18. Jahrhundert als Werkmeister und Stadtwerkmeister in den Kirchenbüchern auf. Johannes Haags Großvater, der Zimmermeister Daniel Haag (* 1754) ließ am 14. Januar 1785, rund 18 Monate nach den ersten Versuchen der Gebrüder Montgolfier in Kaufbeuren den ersten Ballon, gefertigt aus mit Weingeist imprägnierten Papier, steigen. In Augsburg wurden entsprechende Versuche erst ein Jahr später angestellt.
Haag besuchte ab 1825 die evangelische Volksschule, 1834 trat er in die neu gegründete Gewerbeschule ein. Nebenbei absolvierte er eine Zimmermannslehre im väterlichen Betrieb. Nach Abschluss der einjährigen Gewerbeschule und Erlangung des Gesellenbriefs als Zimmermann ging er 1835 zum Studium des Maschinenbaus nach Augsburg an die 1833 eingerichtete Königliche Polytechnische Schule. Nach Abschluss des Studiums mit Bestnote arbeitete der junge Ingenieur ab 1838 bei der Schweizer Maschinenfabrik Escher, Wyss & Cie. in Zürich, wo er zuletzt in leitender Stellung tätig war. 1842 begab sich Haag für einen längeren Studienaufenthalt nach Großbritannien, wo er die von Jacob Perkins entwickelte Dampfzentralheizung kennenlernte.

### Gründung der Maschinenfabrik

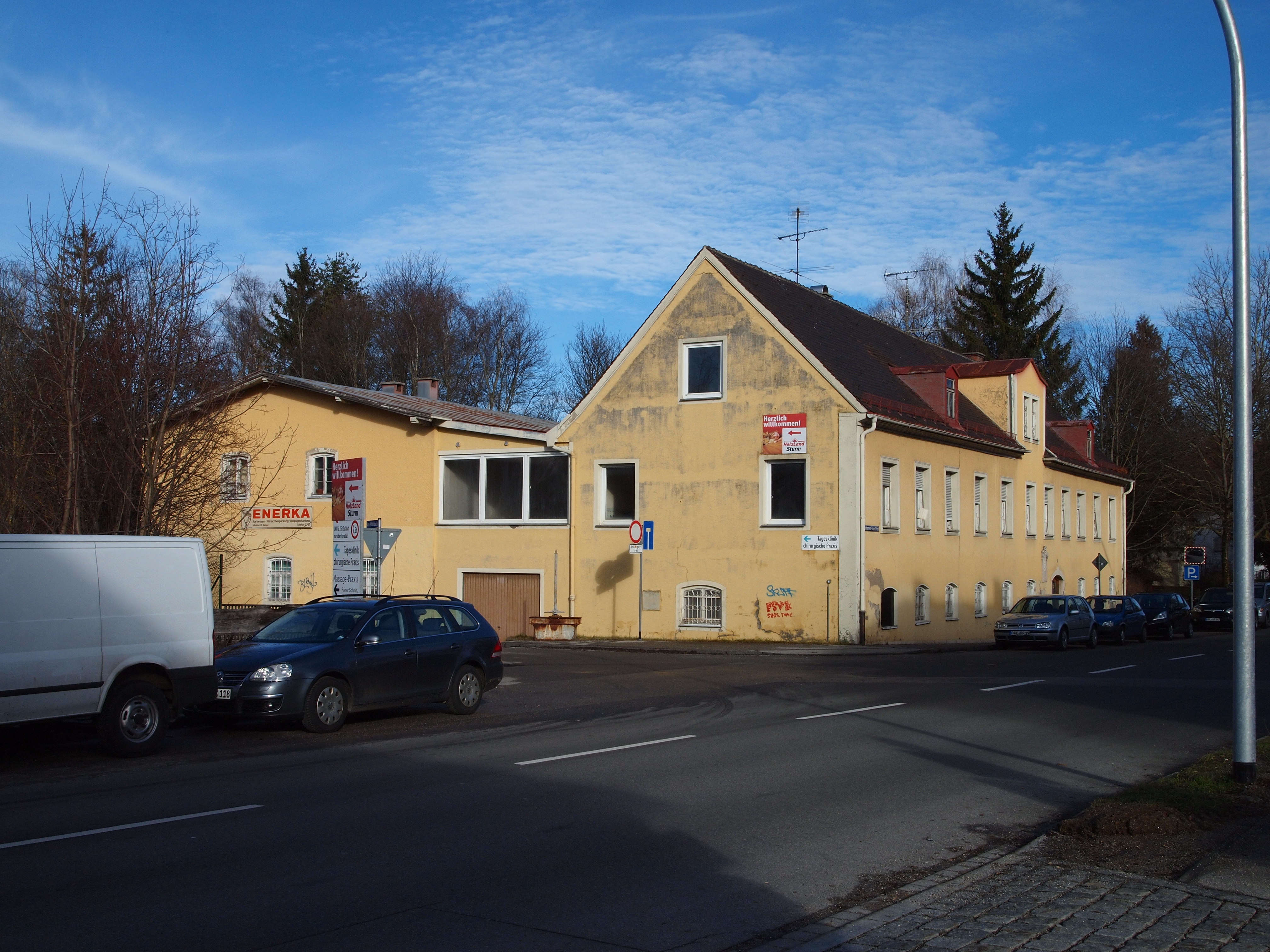
Gebäude von Haags erster Maschinenfabrik in Kaufbeuren

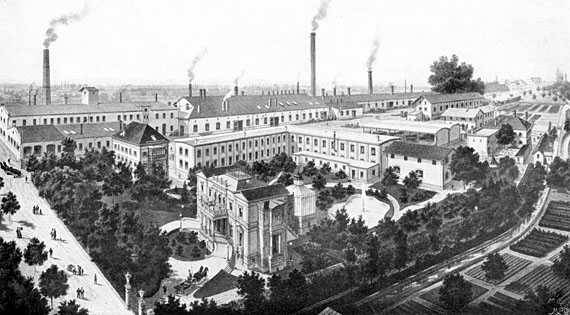
Rauchbild der Maschinenbau- und Röhrenfabrik Haag (1902), im Vordergrund die Villa Haag

Nach seiner Rückkehr nach Kaufbeuren im Jahr 1843 gründete er in Kaufbeuren auf dem heutigen Grundstück Johannes-Haag-Straße 9 eine Werkstätte für allgemeinen Maschinenbau und für die Herstellung von Zentralheizungen. Daneben betrieb er auf dem Gelände am Mühlenkanal ein Sägewerk. Ebenfalls 1843 heiratete er seine Augsburger Cousine Rosina Elisabetha Held, Tochter eines Brauereibesitzers, die er in seiner Studienzeit kennengelernt hatte. Von Februar bis Juli 1844 leitete Haag als Technischer Direktor die 1840 gegründete Sandersche Maschinenfabrik in Augsburg, eines der ältesten Vorgängerunternehmen der heutigen MAN. Haag übernahm die Stelle des von Sander geschassten Jean Gaspard Dollfus, bis Sander zum 1. September 1844 die technische und betriebswirtschaftliche Leitung des Unternehmens an Carl August Reichenbach und Carl Buz übergab.
Elisabetha Haag bekam in den acht Jahren bis zu ihrem Tod sieben Kinder, von denen alle bis auf die am 27. Mai 1845 geborene Rosette jeweils noch im ersten Lebensjahr verstarben. Sie selbst starb wenige Tage nach der Geburt des letzten Kindes am 20. Juli 1851, das gleich nach der Geburt notgetauft verstarb.
Haags Unternehmen florierte währenddessen, nicht zuletzt aufgrund der Findigkeit und Umtriebigkeit Haags, der deutschen Technikern im Bau von zentralen Heißdampf-Gebäudeheizungen weit voraus war und viele eigene Erfindungen und Konstruktionen hervorbrachte. Im Mai 1852, ein Jahr nach dem Tod seiner Frau stellte Haag einen Antrag auf Übersiedlung nach Augsburg, wo er auf dem Grundstück Vorderer Lech 5 eine Werkstatt bezog und bald darauf seine Schwägerin heiratete, die verwitwete Augsburger Brauerei- und Gasthofsbesitzerin Maria Anna Strehle. Diese brachte eine elfjährige Tochter mit in die Ehe, die sich aber 1854 in Wien mit der Cholera ansteckte und daran starb. Diese Ehe blieb kinderlos, Haags Tochter Rosette das einzige überlebende Kind der Familie. Die erste Werkstatt in Augsburg wurde bald zu klein, nach einer Zwischenstation (Mittlerer Lech 28) zog Haag mit seinen Arbeitern in eine in seinem Auftrag errichtete Fabrik in der Jakobervorstadt von Augsburg. Die Fabrikgebäude lagen an der damaligen Bauhofstraße (heute Johannes-Haag-Straße) und wurden am 4. September 1857 in Betrieb genommen. Finanziert wurde der Bau der Fabrik mit 15.000 Gulden aus dem persönlichen Vermögen Haags und 38.500 Gulden, die seine Frau aus dem Verkauf des familieneigenen Brauereigasthofs „Zum Schwarzen Bären“ erzielte. In der Fabrik wurden komplette Heißdampf-Heizungsanlagen vom Heizraum über Öfen bis zum Heizkörper geplant und hergestellt und dann in vor Ort installiert. Das Unternehmen florierte, und Haag eröffnete Filialen in Berlin (1863), Wien (1874) und Vertretungen in der Schweiz, Russland und Skandinavien. 1870 beschäftigt er bereits rund 500 Mitarbeiter. Wie viele andere Augsburger Unternehmer war auch Haag um das Wohl seiner Fabrikarbeiter besorgt, er gründet 1861 eine Betriebskrankenkasse („Krankenverein“) und eine Bank („Sparkassenverein“) für seine Mitarbeiter. Der Ingenieur Haag hatte in seiner unternehmerischen Tätigkeit eine lange Reihe an Erfindungen und Konstruktionen vorzuweisen und gilt als einer der Hauptinitiatoren des 1877 gegründeten Reichspatentamts in Berlin.

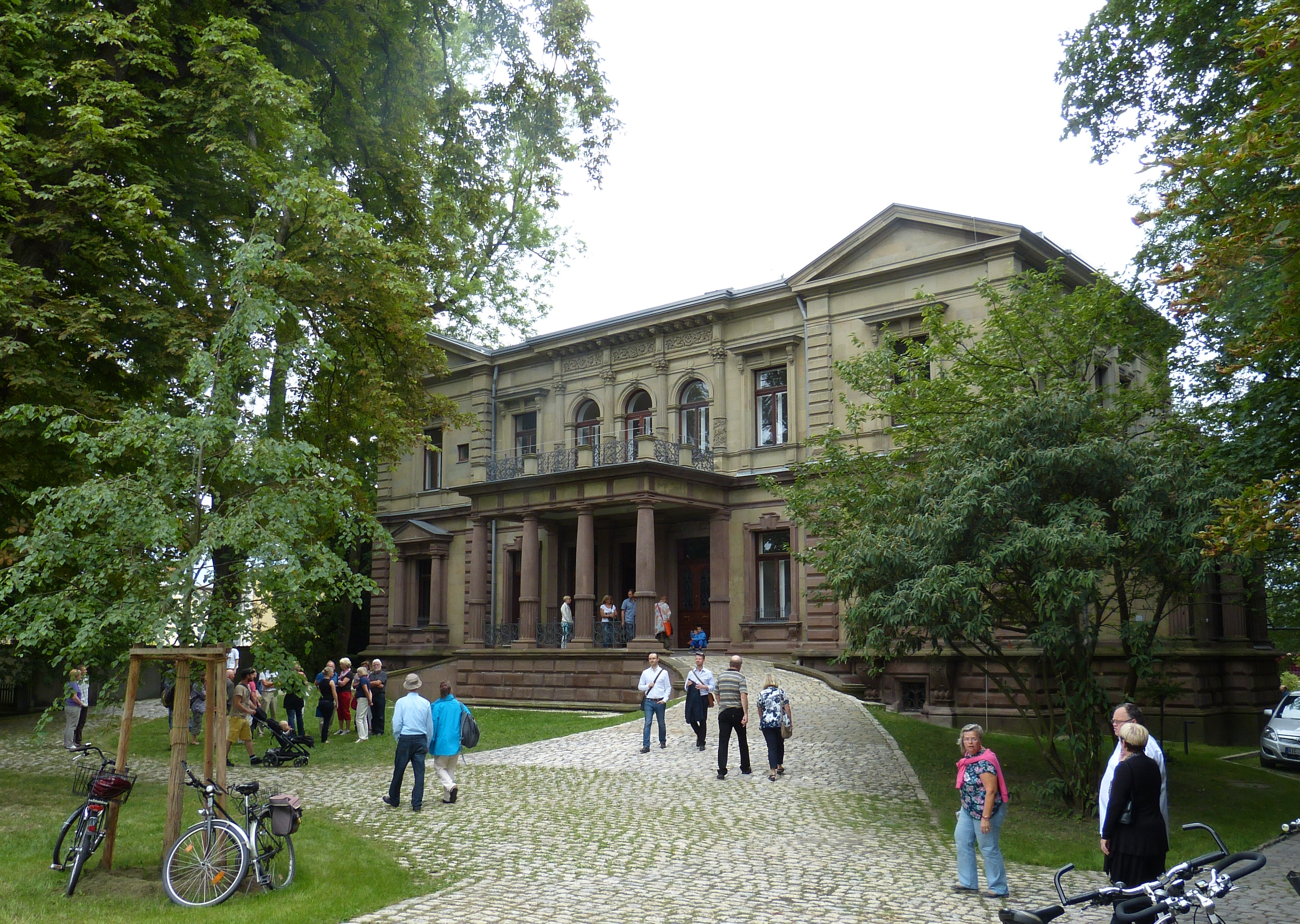
Villa Haag (2013)

1875–1877 ließ Haag am Rande seines Fabrikgeländes auf einem künstlichen Hügel die Villa Haag, eine repräsentative Fabrikantenvilla im Neorenaissance-Stil, errichten, in der er mit seiner Familie wohnte und die Geschäfte führte. 1883 starb Maria Anna Haag. Haag, der schon seit Ende der 1860er Jahre zunehmend an Schwerhörigkeit litt, erkrankte in seinen letzten Lebensjahren an einer Nervenkrankheit, die schließlich zu einer vollständigen Lähmung führte. Haag starb im Mai 1887. Seinem Wunsch gemäß wurde sein Sarg nach einer Feier auf dem Protestantischen Friedhof in Augsburg in einem Trauerzug seiner Arbeiter zum Bahnhof Augsburg geleitet und von dort nach Kaufbeuren überführt, wo er tags darauf auf dem alten städtischen Friedhof beigesetzt wurde.
Alleinige Erbin des Unternehmens war Haags Tochter Rosette, die es mit dem Fabrikdirektor Reimer weiterführte. Die beiden heirateten 1889. Die Haagsche Villa in Augsburg ging 1932 in den Besitz der Stadt Augsburg über. Von Kriegszerstörung verschont ist sie heute ein bekanntes und 2013 restauriertes Baudenkmal, das als Veranstaltungsort dient. Der Haagsche Besitz in Kaufbeuren wurde bis in die 2000er-Jahre von Nachfahren des Gründers bewohnt und steht seit einigen Jahren leer. In den Jahren 2012 bis 2014 wurden erste Nebengebäude abgerissen. Auf Bestreben des Heimatvereins Kaufbeuren wurde die Anlage 2015 unter Denkmalschutz gestellt.

## Haag als Stifter
Haag vermachte den Städten Augsburg und Kaufbeuren je 100.000 Mark: In Augsburg ist das Geld für die Unterstützung der Armen, für Schüler und für die Verschönerung der Stadt bestimmt. In Kaufbeuren gingen 50.000 Mark an die Unterstützung der Armen, 50.000 Mark flossen in eine Schulstiftung, die Stipendien für Schüler an Weiterführenden Schulen vergab. In Augsburg wurden zudem das Waisenhaus und die von Luise Barbara Gräfin von Ysenburg-Büdingen-Philippseich protegierten Einrichtungen (Kinderheilanstalt und Kinderbewahranstalt) mit Vermächtnissen bedacht. Das überwiegend in Aktien angelegte Vermögen der Kaufbeurer Stiftung war nach der Inflation der 1920er Jahre und der Währungsreform von 1948 soweit aufgezehrt, dass die Stiftung später in andere Kaufbeurer Stiftungen aufging.

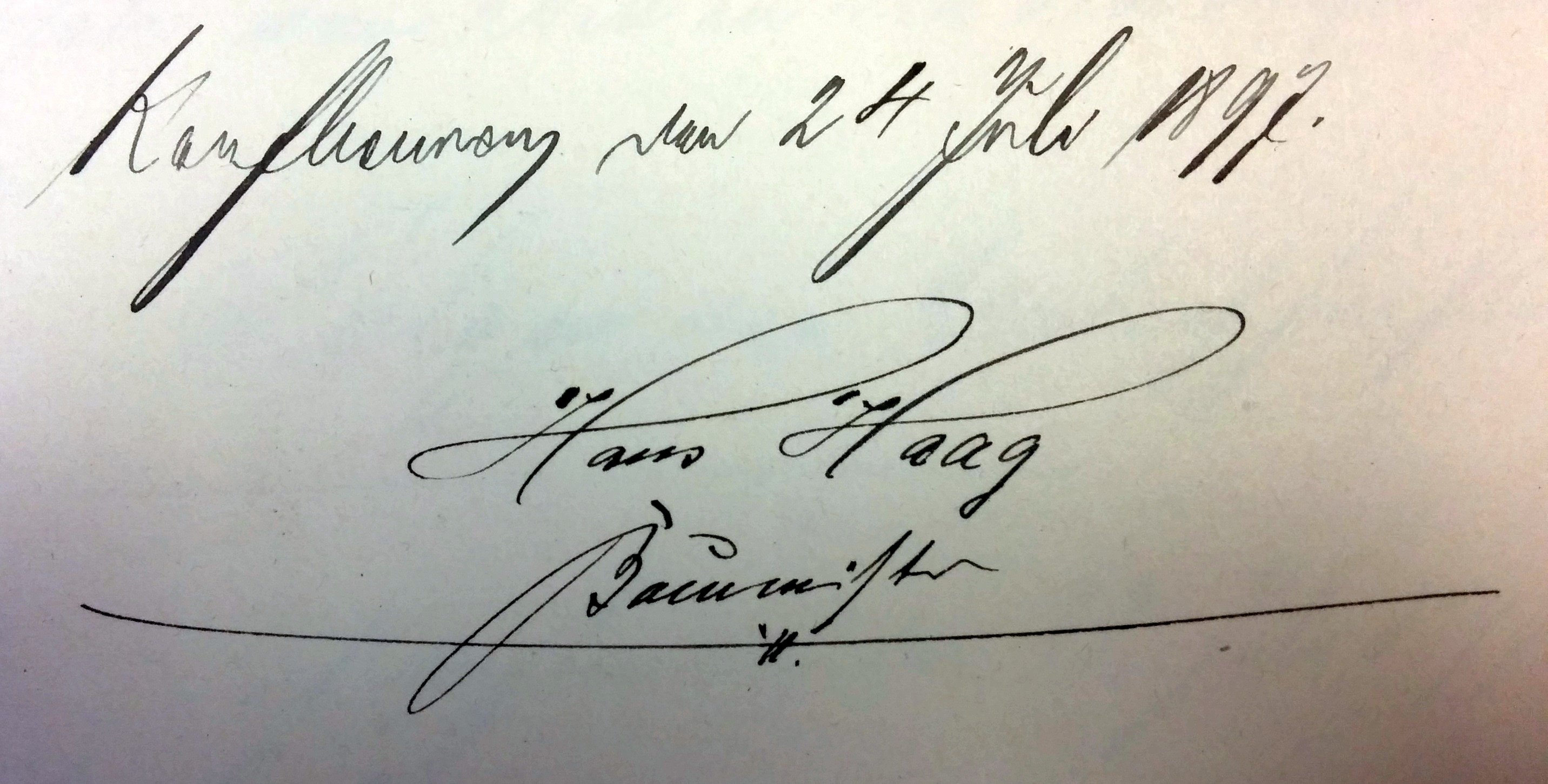
Signatur

## Posthume Ehrungen
Die Städte Augsburg und Kaufbeuren benannten jeweils eine Straße an den von ihm erbauten Werkstätten und Fabriken nach Johannes Haag. In Kaufbeuren wurde 25 Jahre nach seinem Tod an seiner ersten Werkstatt in der Johannes-Haag-Straße 9 eine Gedenktafel angebracht. Die Tafel wurde vom Münchner Bildhauer Mauritius Pfeiffer gestaltet, der auch das nahe gelegene Kriegerdenkmal schuf. Sie zeigt eine Putte mit Hammer, die eine Röhre auf der Schulter trägt über einem Hochrelief von Haag mit der Inschrift:
Johannes Haag
Geb. 1819 zu Kaufbeuren, Gest. 1887 zu Augsburg
legte hier Grund zur Maschinen- und Röhren
Fabrik Johannes Haag Augsburg
Er hat sich dahier durch reiche Stiftung verewigt
Errichtet von der dankbaren Vaterstadt
Kaufbeuren, A.D. 1912.